# Anton Gail
Anton Jakob Gail (* 10. August 1910 in Düren; † 9. Oktober 1981 in Köln) war ein deutscher Pädagoge, klassischer Philologe und Historiker, der nach Jahren im Schuldienst als Professor für Pädagogik und Philosophie an der Kölner Abteilung der Pädagogischen Hochschule Rheinland tätig war.

## Werdegang
Gail studierte Klassische Philologie und Geschichte in Königsberg, Berlin und Köln. Nach Kriegsteilnahme und Gefangenschaft war Anton Gail zunächst Lehrer am Carl-Duisberg-Gymnasium in Leverkusen und von 1953 bis 1959 als Schulleiter am Erasmus-Gymnasium Grevenbroich tätig. Promoviert wurde Gail am 31. Juli 1948 mit einer Arbeit über „Johann von Vlatten und der Einfluss des Erasmus von Rotterdam auf die Kirchenpolitik der vereinigten Herzogtümer“. Seit 1959 lehrte und forschte er dann als ordentlicher Professor für Pädagogik und Philosophie an der Pädagogischen Hochschule Rheinland, Abteilung Köln, Zu seinen Forschungsschwerpunkten zählten die Renaissance, der Humanismus, Fragen zur Geschichte, zu Erziehungswissenschaften und zur Germanistik. Gail galt als Kenner von Erasmus von Rotterdam, zu dem er eine Bild-Monografie vorlegte und dessen Werke er in den Verlagen Schwann, Reclam und Schöningh übersetzte und herausgab.
Zu seinem 70. Geburtstag erschien 1981 die von Lutz Koch und Jürgen Oelkers herausgegebene Festschrift Bildung, Gesellschaft, Politik. Der französische Philosoph und Erasmusforscher Jean-Claude Margolin würdigte ihn bereits 1969 in einer Besprechung wie folgt: „Professor Anton J. Gail könnte zu Recht in die Ehrenliste der verdienstvollen Forscher auf dem Gebiet der Erasmus-Forschung aufgenommen werden, insbesondere dank seiner Übersetzungen wichtiger Texte des Humanisten, als einer der Verbreiter des Erasmismus.“

## Veröffentlichungen
Monografien
- Johann von Vlatten und der Einfluss des Erasmus von Rotterdam auf die Kirchenpolitik der vereinigten Herzogtümer. Lintz, Düsseldorf 1951 (zugleich Dissertation, Köln 1948).
- Das Rheinland. Geschichtliche Überlieferung und Aufgabe. Vortrag auf dem Rheinischen Heimattag in Köln am 18. Sept. 1954 (= Schriftenreihe des Rheinischen Heimatbundes. Band 4). Rheinischer Heimatbund, Neuss 1954.
- Erasmus von Rotterdam. Mit Selbstzeugnissen und Bilddokumenten. Rowohlt, Reinbek 1974, ISBN 3-499-50214-3 (9. Aufl. 2004).

Editionen
- Erasmus von Rotterdam: Auswahl aus seinen Schriften. Schwann, Düsseldorf 1948.
- Erasmus von Rotterdam: Ausgewählte pädagogische Schriften. Schöningh, Paderborn 1963.
- Erasmus von Rotterdam: Das Lob der Torheit. Reclam, Stuttgart 1964 (von Stefan Zathammer neu hrsg. Übersetzung Gails: Reclam, Ditzingen 2022).
- Erasmus von Rotterdam: Fürstenerziehung. Die Erziehung eines christlichen Fürsten. Schöningh, Paderborn 1968 (Digitalisat).
- Erasmus von Rotterdam: Adagia. Lateinisch/Deutsch. Reclam, Stuttgart 1983, ISBN 3-15-007918-7.